# Chiesa dei Santi Vitale e Agricola in Arena
La chiesa di Santi Vitale e Agricola in Arena è un edificio di culto cattolico sito in via San Vitale, nel centro storico di Bologna. La chiesa è sede dell'omonima parrocchia del vicariato di Bologna-Centro dell'Arcidiocesi di Bologna.

## Storia
La tradizione afferma che al tempo della Bononia romana l'arena dove si svolgevano gli spettacoli gladiatorii e dove avrebbero trovato la morte i martiri cristiani Vitale e Agricola fosse proprio dove oggi sorge questa chiesa.
La chiesa alto-medioevale, costruita all'interno di un monastero benedettino, era orientata parallelamente alla via Salaria, che conduceva a Ravenna (oggi via San Vitale), e presentava tre navate.
Nella parrocchia è custodito un catalogo dei padri Curiati che risale fino al 1276 e la cui autenticità è provata dai rogiti d'investitura presenti all'interno del manoscritto accanto ad ogni nome. Sul finire del XVI secolo la chiesa, che prima era orientata parallelamente alla strada, venne ricostruita completamente: la facciata venne spostata sulla strada e la navata divenne unica. I lavori vennero completati nel 1641 e nello stesso anno la chiesa fu riconsacrata.
Nel 1806 la parrocchia fu soppressa, e la cripta utilizzata dal cenacolo letterario detto Orto delle Esperidi della contessa Rossi Martinetti, che con il marito aveva acquistato anche l'adiacente monastero benedettino trasformandolo in uno sfarzoso palazzo.
La parrocchia fu ricostituita il 24 aprile 1824. Tra il 1872 e l'anno successivo la chiesa fu oggetto di pesanti restauri che le diedero la facciata odierna. Nel 1890 fu riscoperta la cripta paleocristiana e due anni dopo venne riaperta al pubblico dopo attenti lavori di restauro.

## Descrizione
La facciata esterna, classicheggiante, impostata sui portici, nasconde parzialmente l'esile campanile sormontato da una slanciata guglia che reca sulla sommità, proprio sotto la croce, due rami di palma incrociati: è il simbolo del martirio dei Santi Vitale e Agricola, a cui la chiesa è intitolata.
La chiesa, a una navata sola, presenta alcune opere importanti. Sul lato sinistro, sulla soglia della cappella di Santa Maria degli Angeli, vi è una croce, posta su una colonna. Questo manufatto, erroneamente creduto una delle quattro croci di San Petronio, si trovava all'interno di una cappellina dedicata ai Santi Ermete, Aggeo e Caio antistante la chiesa e demolita nel 1798. La croce fu poi trasferita nella Certosa e infine ricollocata in San Vitale e Agricola.
Sopra l'altare maggiore, racchiuso da un'ancona dorata con cariatidi, vi è la pala Martirio dei santi Vitale e Agricola di Luigi Busi, del 1876.
Sulla cantoria in controfacciata si trova l'organo a canne, costruito da Alessio Verati nel 1856 e racchiuso all'interno di una cassa lignea riccamente dorata ed intagliata risalente al secolo precedente; è stato oggetto di riforma da parte di Giuseppe Rotelli nel 1939 ed è in stato di abbandono.
Nella cella campanaria è un concerto di 4 campane, montate su ceppi e castello in legno per essere suonate manualmente "alla bolognese", composto da una prima campana (grossa): Nota: Do4; diametro: cm 80; fonditore: Tommaso Antonio Mariani; anno: 1699; peso: kg 362; una seconda (mezzana): Nota: Re4; diametro: cm 70,5; fonditore: Leone Vernizzi; anno: 1528; peso: circa kg 250; una terza (mezzanella): Nota: Mi4; diametro: cm 62; fonditore: Anchise Censori; anno: 1606; peso: kg 153 ed una quarta (piccola): Nota: Fa#4; diametro: cm 54,8; fonditore: Tommaso Antonio Mariani; anno: 1699; peso: kg 126. L'intonazione del concerto è particolare e unica in tutta Bologna: i quattro bronzi sono infatti separati un tono l'uno dall'altro, formando l'inusuale scala detta "Tritono" (intervallo di "quarta aumentata" o "quarta eccedente"), conosciuta anche come "Scala Lidia". Tale accordo, nella trattatistica musicale antica, veniva denominato diabolus in musica (il diavolo nella musica). Per le funzioni ordinarie feriali e festive la chiesa ha anche di un impianto di campane elettroniche, con diffusori "a tromba" installati in cella campanaria.

### La Cappella di Santa Maria degli Angeli
Edificata sul finire del Quattrocento da Gaspare Nadi, era in origine separata dalla chiesa di San Vitale e Agricola. Il portale della cappella su via San Vitale si ritiene essere opera di Andrea Marchesi detto il Formigine. All'interno della chiesa l'ingresso alla cappella è attraverso due archi nella navata. Nell'arco destro si trova in una teca una Sacra Famiglia, in cera dipinta, di Angelo Piò.
L'altare, ornato da un'ancona lignea, presenta tre diverse opere: il frontale, al centro del quale si trova una copia della Madonna del Divino Amore (l'originale, opera di Sano di Pietro, fu rubato nel 1972), a sinistra la Visita della Vergine a santa Elisabetta di Bartolomeo Ramenghi e a destra la Nascita di Gesù attribuita a Giacomo Francia. Sulla parete destra è appesa è la Fuga in Egitto, dipinto ad olio di Alessandro Tiarini eseguito nei primi anni venti del Seicento, proveniente dalla chiesa di San Tommaso di Strada Maggiore.

## Galleria d'immagini

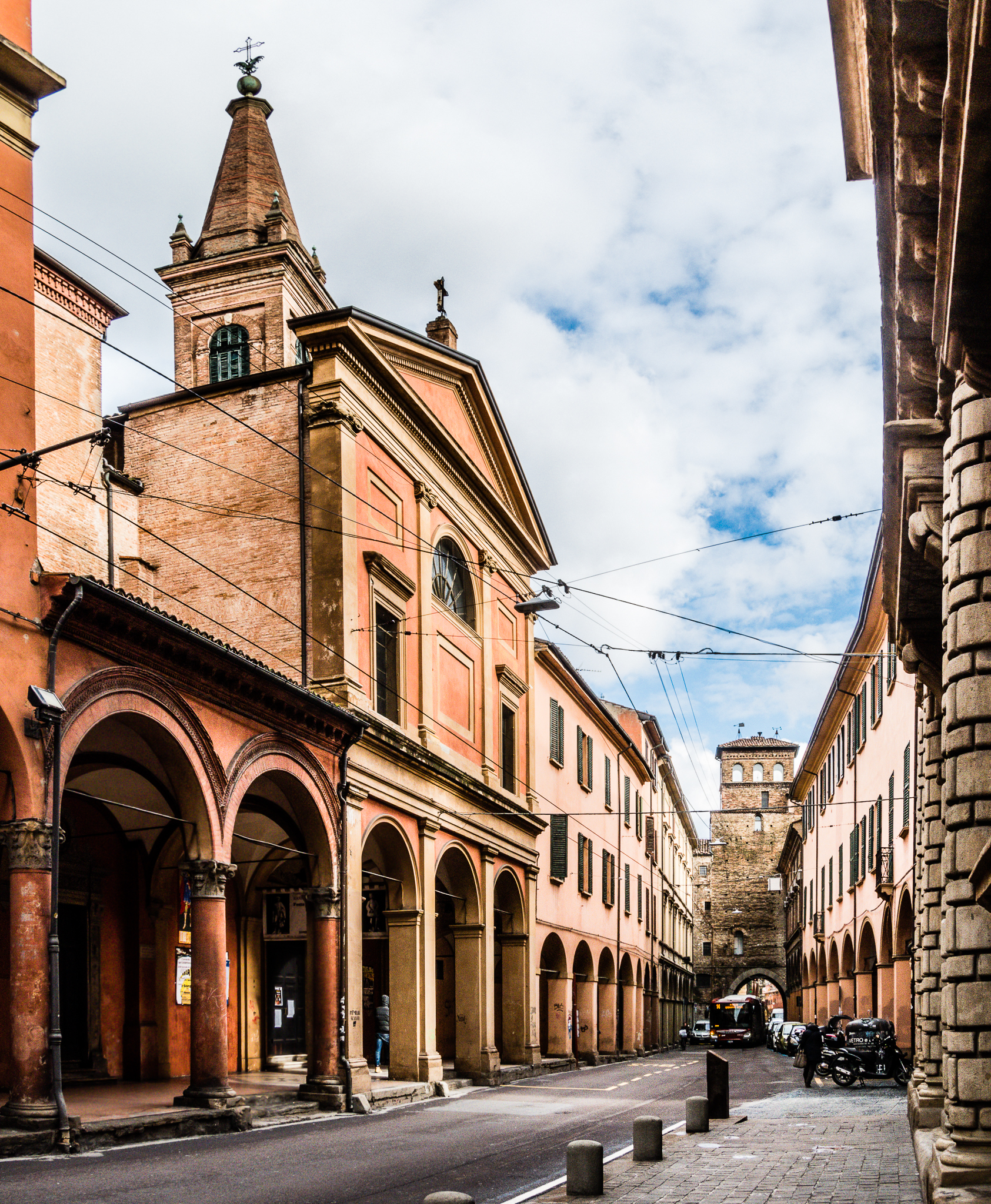
Scorcio della chiesa in via San Vitale.
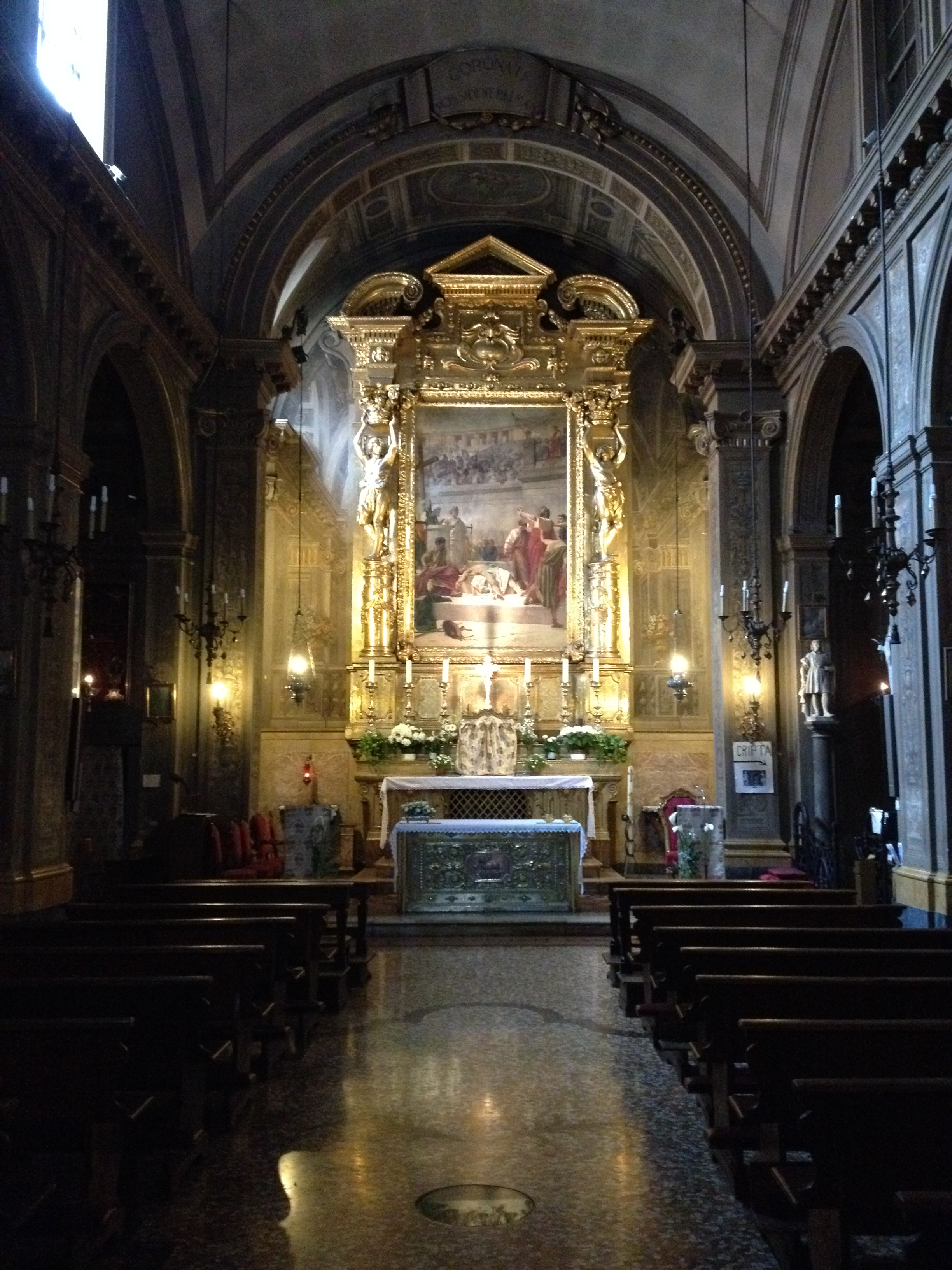
L'interno della chiesa.
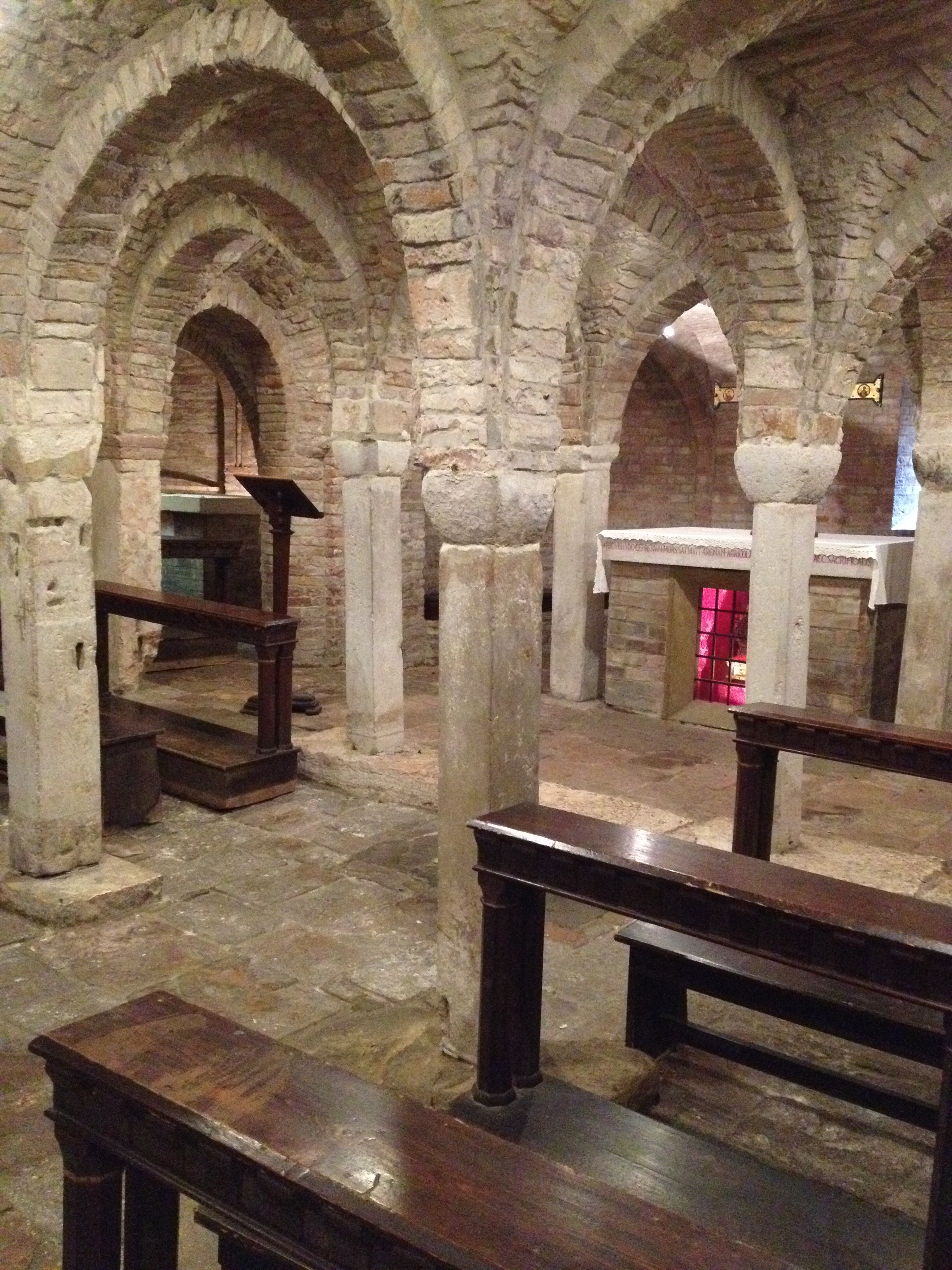
La cripta.